# 黄友端
黄友端（1915年—2018年1月6日），安徽省霍山县人，中华人民共和国政治人物。

## 生平
1931年参加革命，1932年参加红军，1935年3月参加长征，1936年加入中国共产党。先后任鄂豫皖红军11师32团1营勤务兵、红四方面军司令部电话总队电话兵。抗战时期，先后任军委三局通信连班长、陕甘宁边区警备五团通信排长兼技师、延安通信学校学员、班主任等职。1945年，先后任围场县电话局局长、林西县电话局局长、冀热辽军区前方指挥部通信参谋、河北迁西县电池厂副厂长、东北军区通信教导大队副队长、辽西军区通信科科长、东北军区通信枢纽部主任兼党委书记等职。1960年，转业到辽宁省邮电管理局。1960年7月至1966年4月，担任副局长；1972年6月至1973年8月，担任领导小组组长。1977年8月至1981年8月，再任副局长、党组副书记。1982年离休。2018年1月6日在沈阳逝世，享年103岁。